# 岡田魯人
岡田 魯人（おかだ ろじん、天保11年10月14日（1840年11月7日） - 明治38年（1905年）5月8日）は、明治時代の俳人。 義仲寺無名庵14世庵主となり無名庵復興に尽くした。

## 略伝
天保11年10月14日（1840年11月7日）近江国蒲生郡船木村（後の岡山村、現滋賀県近江八幡市船木町）に生まれる 。本名存修、別に魯台、梅下庵、泊船居、椿杖斎、種々庵宗碩と号した。青年時多くの勤王家と交わり、明治維新後、兵部省に勤め、糾問使、陸軍省軍務局理事、軍務局大録事を歴任した。
幼い時より俳諧に親しみ寛揚、柴人に師事し、陸軍省を退官した明治18年（1885年）東海道・山陽道・西海道などを俳諧行脚し、近江八幡に草庵を結ぶ。 明治26年（1893年）芭蕉2百回忌に芭蕉句碑（五月雨に鳰の浮巣を見に行ん）を建立した。 大津の義仲寺無名庵が荒廃したままになっていることに心を痛め、明治27年（1894年）6月無名庵に幹事として入庵し、粟津芭蕉翁本廟（無名庵）庵主14世を継いだ。明治28年（1895年）には義仲忌、兼平忌を再興し、また境内や本廟の修繕、散在していた宝物の収集に努めた。明治38年（1905年）5月8日に死去した。餐霞を初号とし、種々庵宗碩は最晩年に用いた号である。
魯人の逸話として、無名庵にある「木曽殿と春なか合せの寒さ哉」の句碑を抜いた話が残されている。人々は魯人の乱暴を糾したが、魯人は「これは芭蕉翁の句に非ずして、実は伊勢又玄が翁の碑を詠みたるものなり。然るを人々謬りて翁の句となすのみならず、碑にも其の旨を示せり、是れ後世を謀るものなり。」と答えた。魯人の剛毅にして所信を曲げない性質を表す話として語り継がれている。

## 魯人関連事項
俳句
- 夕照のうつる赤味か瀬田蜆[1]
- 月の湖鳰は浮きたりしづみたり（無名庵内 「魯人句碑」 明治42年（1909年）建立）
- 窓あけて比良の秋寂見せ申す（大津市秋葉台 芭蕉会館内 「芭蕉道統歴代句碑」に記された魯人の句）

墓所
大津市馬場 光林寺